# 岐阜県総合医療センター
岐阜県総合医療センター（ぎふけんそうごういりょうセンター）は、岐阜県岐阜市にある医療機関。1909年（明治42年）に開設された岐阜衛戍病院を前身とする地方独立行政法人岐阜県総合医療センターが運営する病院である。

## 概要
2006年（平成18年）11月5日までは、岐阜県立岐阜病院という名称であったが老朽化の為、建物の新築・改築を計画。2006年（平成18年）11月6日、本館の新築が完成した。また同時に名称を岐阜県総合医療センターと改称した。

## 特徴
診療科は41を有する病院であり、岐阜市のみならず岐阜県全体の医療における基幹病院の一つである。
岐阜県の地域災害医療センターの中でも基幹病院として位置づけられている。
重点医療として救命救急医療・心臓血管疾患医療・周産期医療・がん医療・女性医療に特に力を入れて取り組んでいる。また救命救急センターなどそれぞれの重点医療に対応する病棟が設置されている。
前述の基幹災害医療センターのほか、地域がん診療拠点病院・エイズ治療拠点病院などの機関指定を受けている。
救急指定病院として岐阜県知事により告示されている。またへき地医療支援として岐阜県へき地医療支援機構が院内に設置されている。
隣接して、岐阜県立衛生専門学校がある。

### 小児医療
早期より小児循環器科、小児心臓外科により県内の小児循環器医療の中核を担いっており、治療数は全国でも有数の規模である。この他、県内で小児循環器治療が行えるのは大垣市民病院のみである。現在では小児科、小児外科、小児循環器科、小児心臓外科、小児療育内科、小児腎臓内科、小児感染症内科、長良医療センターより機能を移転した小児脳神経外科等が機能している。なお、小児脳神経外科においては小児脳腫瘍等重症疾患は岐阜大学病院にて治療を行なっている。また、現在小児外科医は1名である。さらにPICU(小児集中治療室)を6床備え、県内の小児医療の中核病院、こども病院として機能している。県内にはほかに大垣市民病院にPICU3床が設置されている。

### 周産期医療
岐阜県の総合周産期母子医療センターとして機能しており、県内最大のNICU(新生児集中治療室)や県内で唯一のMFICU(母体胎児集中治療室)を備えている。また、これまでのハイリスク妊婦の受け入れに加え2019年からは長良医療センターの産科医師5名が加わり全国有数の胎児治療が始まりより多くの患者を受け入れている。さらに新生児集中治療室専用のドクターカーを完備し、他院からの搬送にも対応している。岐阜県は市内から山間部の町が遠いため、ドクターヘリを利用した新生児搬送にも積極的に取り組んでいる。

## 診察科
- 内科
- 外科
- 循環器科
- 整形外科
- 小児科
- 眼科
- 産婦人科
- 歯科口腔外科
- リハビリテーション科
- 神経内科
- 耳鼻咽喉科
- 放射線科
- 泌尿器科
- 皮膚科 など

## 主な専門治療
- ストーマ外来
- 禁煙外来
- 女性外来
- 乳腺外来 など

## 高度医療
- 特定集中治療室(ICU)
- 小児集中治療室(PICU)
- 新生児特定集中治療室(NICU)
- 継続保育室(GCU)
- 母体胎児集中治療室(MFICU)
- 救命救急センター

## 沿革
- 1909年（明治42年） - 岐阜衛戍病院として開院。陸軍省が運営する。
- 1936年（昭和11年） - 岐阜陸軍病院に改称。
- 1945年（昭和20年）12月1日 - 岐阜陸軍病院が陸軍省から厚生省に移管され、国立岐阜病院に改称する。
- 1953年（昭和28年）7月 - 岐阜県に移管され、岐阜県立岐阜病院に改称する。病床数は130床。
- 1954年（昭和29年）- 総合病院となる。
- 2006年（平成18年）11月6日 - 岐阜県総合医療センターに改称。
- 2010年（平成22年）4月1日 - 地方独立行政法人化により、地方独立行政法人岐阜県総合医療センターとなる。

## 交通機関

### 最寄り駅
- 東海旅客鉄道（JR東海）高山本線「長森駅」から徒歩で約20～25分程度（約1.5km）。
- 名鉄各務原線「切通駅」から徒歩で約20～25分程度（約1.5km）。

### JR岐阜駅・名鉄岐阜駅から
- 岐阜バス「VRテクノ」「各務原高校」「諏訪山団地」行き「岐阜県総合医療センター」バス停下車、徒歩ですぐ（夕方以降は経由しない）。
  - （JR岐阜駅バスターミナル15番のりば、名鉄岐阜のりば6番のりば）
- 岐阜バス「水海道」「諏訪山団地」「各務原高校」行き「岐阜県総合医療センター口」バス停下車、徒歩で約5分。
  - （JR岐阜駅バスターミナル15番のりば、名鉄岐阜のりば6番のりば）

### 大洞団地・関市・美濃市から
- 岐阜バス「JR岐阜」「ふれあい福寿会館」行き「長森本町」バス停下車、徒歩で約10分。

### 諏訪山団地・各務原市から
- 岐阜バス「JR岐阜」「下川手」行き「岐阜県総合医療センター」バス停下車、徒歩ですぐ（夕方以降は経由しない）。
- 岐阜バス「JR岐阜」「ふれあい福寿会館」行き「岐阜県総合医療センター口」バス停下車、徒歩で約5分。
- 岐阜バス「JR岐阜」行き「国松」バス停下車、徒歩で約5分。

### コミュニティバス
- 373バス または 長森ふれあいバス（岐阜市コミュニティバス）「県総合医療センター」バス停下車、徒歩ですぐ。